# Blind Willie Johnson
"Blind" Willie Johnson (Brenham, 22 gennaio 1897 – Beaumont, 18 settembre 1945) è stato un cantante e chitarrista statunitense.

## Biografia
All'età di quattro anni perse la madre e all'età di cinque anni costruì una chitarra da una scatola di sigari, divenne cieco a sette anni quando la matrigna dopo un litigio con il padre gli lanciò accidentalmente dell'acido solforico negli occhi, rendendolo cieco.
Benché la maggior parte dei suoi testi fossero a sfondo religioso, Johnson attingeva anche dalle tradizioni blues; la sua musica è stata definita per questo holy-blues o gospel-blues. È annoverato tra i maggiori interpreti del bottleneck e del gospel nel periodo della grande depressione.
Dopo l'incendio che distrusse la sua casa, fu costretto a dormire per strada coperto solo da giornali bagnati. Questo evento lo fece ammalare gravemente e poco dopo morì di malaria il 18 settembre 1945 a soli 48 anni d'età.

## Riconoscimenti
La sua canzone Dark Was the Night, Cold Was the Ground è stata incisa sul Voyager Golden Record per rappresentare i sentimenti umani della tristezza e della malinconia.

## Filmografia
Nel 2003 il regista tedesco Wim Wenders realizzò il documentario L'anima di un uomo per la serie The Blues, nel quale vengono approfondite le biografie di tre bluesman, tra i quali Johnson, che in alcune scene di finzione è interpretato dall'attore e cantante Chris Thomas King.